# Olaf Gynt
Olaf Johannes Gynt (f. Hansen) (11. august 1909 i Kerteminde, død 30. januar 1973 i Gentofte) var en dansk digter.
Han debuterede med et lille digt i Kjerteminde Avis i 1917 og skrev - til kritikens jubel - sine første digte i bogform i 1926 (Titanic (digte)).
Succesen holdt ikke, da hans "umådeholdne verbositet ledte hans talent ind i tom retorik og forloren patos med henrykte bekendelser og hyldestdigte" (Torben Brostrøm). Olaf Gynt nåede at skrive 44 bøger og 10.000 digte. I en periode agiterede han for afholdsbevægelsen og hyldede Lars Larsen-Ledet som medkæmper, hvilket dog ikke hindrede ham i også at prise Rindby Badehotel i et stort annoncedigt, hvori der forekom en linje om vin fra en ”vellagret kælder” . Før afholdstiden var han en kendt skikkelse i det københavnske bohème-miljø i Minefeltet. Samtiden - og Gynt selv - antog, at figuren Hakon Brand i Hans Scherfigs roman Den døde Mand var modelleret over Olaf Gynt.
Han modtog Carl Møllers Legat i 1938.
Han er begravet på Solbjerg Parkkirkegård.